# Pokémon (serie de televisión)
Pokémon (ポケモン Pokemon?), abreviando su nombre original Pocket Monsters (ポケットモンスター Poketto Monsutā?, Monstruos de bolsillo), es un anime metaserial creado por Satoshi Tajiri, Junichi Masuda y Ken Sugimori que narra la historia de Ash Ketchum, un joven Entrenador Pokémon de Pueblo Paleta que comienza un viaje para alcanzar su sueño de ser un Maestro Pokémon. La serie está basada en la saga de videojuegos de Pokémon también creada por Satoshi Tajiri, desarrollada por Game Freak y distribuida por Nintendo, que aparecieron por primera vez en el mercado japonés el 27 de febrero de 1996.
El éxito de los videojuegos que aún se mantiene hasta estos días, hizo que su trama fuera adaptada en un anime producido por los estudios de animación OLM, Inc., el cual es emitido por la cadena de televisión TV Tokyo desde que se estrenó el 1 de abril de 1997. La primera temporada está compuesta por 276 episodios. OLM, Inc. ha producido hasta el momento 23 películas, junto a varias miniseries especiales (también llamadas OVA) como Pokémon Origins, Pokémon: Mega Evolution Special y Pokémon Generations; también un spin-off llamado Crónicas Pokémon (Pokémon Chronicles), una serie de historias en las que están involucrados personajes secundarios de la serie.
Otras piezas de merchandising incluyen a un conjunto de mangas y novelas ligeras basadas en el anime y sus películas, videojuegos, tazos y cromos de colección desarrollados por distintas empresas.
En 2023, se estrenó una nueva serie llamada Horizontes Pokémon, que presenta a nuevos protagonistas de la serie, como Liko y Rod.

## Argumento
Ash Ketchum es un muchacho entusiasta a quien le gustan los Pokémon y las batallas. Su gran pasión por los Pokémon lo ha llevado a proponerse el objetivo de convertirse en Maestro Pokémon, el grado más alto del Entrenamiento Pokémon, motivo por el cual comienza un viaje en búsqueda de este título. Al cumplir 10 años de convertirse en Entrenador Pokémon, Ash tiene la oportunidad de recibir su Pokémon inicial por parte del Profesor Samuel Oak. Desafortunadamente, se quedó dormido una noche antes de su primer día de viaje y cuando llegó tarde al laboratorio del profesor, todos los Pokémon iniciales (Bulbasaur, Charmander y Squirtle) ya habían sido elegidos por otros entrenadores. Su insistencia por tener un Pokémon, le permitió recibir como su Pokémon inicial un Pikachu terco al que no le gusta entrar en la Pokébola/Poké Ball. Durante su recorrido por el bosque, por novatadas e intentos frustrados para capturar un Pokémon, Ash y Pikachu son atacados por una bandada salvaje de Spearow. Para escapar de los Pokémon voladores, Ash decide sumergirse a un río para no ser visto. Al otro lado del río, una chica pelirroja de 10 años llamada Misty (que más tarde sigue a Ash en su viaje con el pretexto de que le pague su bicicleta) estaba pescando Pokémon acuáticos con su caña y por error captura a Ash y su Pikachu malherido que estaban sumergidos en el agua. Al observar que la manada de Spearow seguía tras ellos, Ash toma prestado la bicicleta de Misty para dirigirse al Centro Pokémon y así poder curar a Pikachu pero al no poder huir a pesar de viajar en bicicleta, Ash se puso a sí mismo en peligro por defender a Pikachu. Por medio de estas demostraciones de respeto y compromiso incondicional a su Pokémon, Pikachu comenzó a sentir aprecio por Ash y su amistad se formó. Poco después en el Centro Pokémon, en una confrontación contra el Equipo/Team Rocket en donde se demostró que el gran poder de Pikachu sobrepasaba el poder de su evolución, el Equipo/Team Rocket constantemente intenta capturar al Pokémon para Giovanni, jefe de la organización criminal. Al llegar a la Ciudad Plateada tras pasar el Bosque Verde, Ash decide participar en la Liga Pokémon. Para comenzar su travesía de recolección de medallas de gimnasio por toda la región Kanto, Brock es el primer Líder de Gimnasio de 15 años que es desafiado por Ash a una batalla oficial. Sin embargo, al no poder vencer a Brock, Ash decide ir a otro gimnasio. Poco después Brock entrega a Ash su primera medalla de gimnasio y deja su cargo de Líder de Gimnasio para viajar junto con Ash y cumplir su sueño de ser un Criador Pokémon. Desde ese día, Ash viaja por todo Kanto recolectando medallas de gimnasio en compañía de Misty y Brock. Después de conseguir las 8 medallas de los gimnasios de Kanto, Ash participa en la Liga Pokémon de la Meseta Añil en donde queda entre los 16 mejores entrenadores de la competencia.
Al regresar a Pueblo Paleta luego de su participación en la Liga Kanto, Ash es enviado por el Profesor Oak a Isla Valencia del Archipiélago Naranja para cumplir con el encargo de recoger la Pokébola/Poké Ball GS que estaba bajo la custodia de la Profesora Felina Ivy. Ash, Misty y Brock son engañados por el Equipo/Team Rocket que manejaban un dirigible que termina aterrizando bruscamente en la Isla Tangelo. Más tarde Brock decide separarse del grupo de Ash y Misty para quedarse en la Isla Tangelo a vivir junto a la Profesora Ivy por beneficio propio. Luego conocen a Tracey Sketchit y Ash decide participar en la Liga Naranja.
Después de haber viajado por todo el archipiélago de las Islas Naranja y haber quedado como Campeón de las Islas Naranja, Ash se dirige a la región de Johto para participar en la Conferencia Plateada/Congreso Plata de la Liga Johto, en donde es derrotado por un Entrenador llamado Harrison, el cual usó un Pokémon de la región Hoenn, razón por la cual emprendió un nuevo viaje hacia esta última región. Misty tenía que cuidar el Gimnasio Pokémon de Ciudad Celeste de sus hermanas debido a la noticia sobre la ausencia de ellos por motivos de viaje, por ello se retiró del grupo, al igual que Brock, quien también se dirigió a su hogar para resolver algunos problemas familiares. Ash se tuvo que cambiar el atuendo que había usado durante mucho tiempo y salió solo con Pikachu a Hoenn.
En Hoenn, Ash conoce a May/Aura, de 10 años y su hermano menor Max, que se une a ella en su viaje. May/Aura, lo hace porque está emocionada por los Concursos Pokémon que se realizan en Hoenn y Kanto, mientras que Max se suma al grupo para ganar la experiencia que le permita algún día tener su propio Pokémon y convertirse en Líder de Gimnasio, como su padre Norman, el Líder del Gimnasio Petalburg. Al haber resuelto sus problemas, Brock quien también cambió de atuendo, regresa con Ash y sus nuevos compañeros para seguir con su sueño de ser Criador. Tras haber participado en el Campeonato de la Liga Hoenn en donde quedó entre los 8 mejores entrenadores por Tyson, Ash regresa a Kanto donde más tarde se entera sobre la Batalla de la Frontera, siguiente competencia en donde Ash decide participar.
Luego de haber salido como triunfador en La Batalla de la Frontera/El frente de batalla May/Aura abandona el grupo para dirigirse a los Concursos Pokémon de Johto mientras que su hermano menor Max regresa a Ciudad Petalburg. Ash se entera de una nueva región llamada Sinnoh, hacia donde emprende un nuevo viaje con Pikachu y Aipom. En Sinnoh, Ash nuevamente se reencuentra con Brock y conoce a Dawn/Maya, una nueva Entrenadora de 10 años que aspira a ser una gran Coordinadora Pokémon en los concursos, como ya lo fue su madre Johanna. Ash conoce a su arrogante rival llamado Paul, el cual prefiere capturar al Pokémon más fuerte dejando a los débiles libres. Luego Ash recolecta todas las medallas de gimnasio y compite en el Torneo de la Liga Sinnoh siendo eliminado por Tobias en las semifinales quedando entre los cuatro mejores. Brock y Dawn/Maya se separan de Ash. Brock decide convertirse en Médico Pokémon y Dawn/Maya viaja a la región Hoenn para participar en los concursos y convertirse en una Súper Coordinadora.
Más tarde, Ash llega a la región Unova/Teselia, allí conoce a Iris, la Entrenadora de tipo dragón que quiere convertirse en Maestra Dragón, y a Cilan/Millo, el Conocedor/Sibarita y Líder de Gimnasio Striaton/Gres. Tuvo participación de batalla con varios Líderes de Gimnasio y con el rival Trip/Dent, un Entrenador y Fotógrafo. Después de conseguir las medallas de gimnasio, entra a la Liga Unova/Teselia siendo eliminado por Cameron quedando entre los ocho mejores. Luego se enfrenta al Equipo/Team Plasma, que tiene el objetivo alejar los Pokémon de los entrenadores. Dejando la región Unova/Teselia, Ash, Iris y Cilan/Millo recorren las Islas Decolora y al regresar a Kanto, Ash se despide de Iris y Cilan/Millo y viaja a la región Kalos.
La nueva aventura de Ash comienza en Ciudad Lumiose/Luminalia en la región Kalos, donde sigue su búsqueda para convertirse en Maestro Pokémon. Ash continúa en Kalos para conseguir las ocho medallas y poder participar en la Liga Kalos. En su viaje lo acompañan Clemont/Lem, el Líder de Gimnasio de la Ciudad Lumiose/Luminalia, su hermana menor Bonnie/Clem, y Serena, Una nueva Entrenadora de 10 años apasionada por la Exhibición/Gran Espectáculo Pokémon. Ella conocía a Ash en un Campamento del Profesor Oak al cual fueron cuando tenían 7 años, de ahí que se genere una historia hacia el reencuentro. Por lo visto, siente algo especial por Ash, aunque él no la recuerda cuando le comenta sobre el campamento. Además, el Equipo/Team Rocket sigue tras los pasos del protagonista principal y Pikachu. También hace su aparición el Equipo/Team Flare, la cual tiene por objetivo hacerse con el poder del Pokémon legendario Zygarde. También hace su aparición el nuevo rival de Ash, que es Alain que posee una Mega Evolución/Megaevolución y aparenta ser mucho mejor que Ash, aunque con su entrenamiento especial con su Greninja, que logra convertirse en Greninja Ash al crear una Sinergia Afectiva/Metamorfosis Afectiva con su Entrenador, logra ponerse a la altura del poder de Mega-Charizard X de Alain.
La Serie Sol y Luna comienza con una nueva región llamada Alola un lugar tropical colorido y donde en sus gentes abunda la alegría. Ash comienza a ir a dar clases para aprender las nociones básicas de este mundo Pokémon, Ash se hace amigo de todos sus compañeros Lana/Nereida, Mallow/Lulú, Lillie/Lylia, Sophocles/Chris y Kiawe además de conocer a Profesor Kukui y al Profesor Gabriel Oak, en el anime hay unos cambios de lo más tangibles. No existen medallas, existen pruebas. Ni tampoco existen líderes, son capitanes y Kahunas, todo ello con un sentido muy elaborado de jerarquía en el cual cada uno tiene sus funciones en esta aventura Ash no va a estar solo ya que va a contar con numerosos principales que se hacen relevantes en la historia. Ash ya cuenta con cristales los cuales ya ha hecho uso de nuevos y poderosos movimientos, los llamados Movimientos Z. En un momento del anime como aniversario, Ash hace una visita por Kanto y se reencuentra con viejas caras conocidas que han conformado la primera temporada del anime de Pokémon, Ash y compañía combate contra el mal atravesando las dimensiones este escuadrón era el encargado de acabar con los Ultraentes. En la Batalla Royal, conoce a un enmascarado portador de un Incineroar que demostraba ser muy poderoso de todos los cuatro participantes fueron enmascarados. Kiawe y Sophocles/Chris quedaron fuera excepto Ash, fue entonces cuando pierde de un solo golpe por la evidente diferencia de etapa evolutiva el Litten de Ash. Litten despierta unos sentimientos de determinación que lo lleva a evolucionar a su segunda etapa Torracat.
En la primera Liga Pokémon que se lleva a cabo en la Isla Manalo, se pone a prueba a los entrenadores en una Batalla Royal en el que participaron 100 personas en el que los últimos 16 entrenadores en pie estarán en las eliminatorias, así tomando la oportunidad de ser el primer Campeón Regional de Alola. En la final de Ash contra su rival Gladion/Gladio, el hermano mayor de Lillie/Lylia, Ash gana por primera vez la Liga Alola, así convirtiéndose en el primer Campeón Regional de Alola.
En la Serie Viajes Pokémon, Ash encuentra a Lugia y después de la batalla decide montarlo, ahí se encuentra con un Entrenador de 10 años llamado Goh, quien tiene el objetivo de atrapar a todos los Pokémon para llegar a Mew. Con Goh, se convierten en asistentes de investigación gracias al Profesor Cerise/Cerezo. Viajan en todas las regiones e incluyendo Galar, donde conoce al invicto Campeón Regional de Galar y actual Campeón Mundial/Monarca llamado Leon/Lionel y tuvo una batalla no oficial con el fenómeno de Galar, Dynamax/Dinamax. Luego, Ash se inscribe a la Serie Mundial de Coronación para tener batallas oficiales contra otros Entrenadores, Líderes del Gimnasio y miembros del Alto Mando del mundo desde las clases Normal, Superior/Excelente, Ultra/Superior hasta la Maestra, y finalmente tener una gran batalla oficial con Leon/Lionel. A lo largo de la serie, Ash tuvo encuentros especiales con varios personajes del pasado: los profesores y los compañeros de la Escuela Pokémon en la región Alola (excepto Lillie/Lylia hasta el segundo encuentro después de encontrar a su padre); Mewtwo (de la primera película Mewtwo Contraataca y del capítulo especial Mewtwo Regresa); Iris, la nueva Campeona Regional de Unova/Teselia; Gary Oak, el ex-rival de la infancia de Ash que está bajo las misiones del proyecto de investigación denominado Proyecto Mew; Dawn/Maya con su compañero Piplup en la región Sinnoh; Cilan/Millo, el Conocedor/Sibarita y Líder de Gimnasio Striaton/Gres de Unova/Teselia: y Tracey Sketchit, el Observador quien trabaja como asistente del Profesor Oak. Goh participa en Proyecto Mew para ser un Buscador/Rastreador y encontrar a Mew. Ash derrota a Leon/Lionel en la ronda final del Torneo de los Ocho Maestros de la Serie Mundial de Coronación y se convierte en el nuevo Campeón Mundial/Monarca. Goh y otros miembros del Proyecto Mew viajan a la Isla Suprema para encontrar a Mew, lo logran y al final se disuelven temporalmente. Ash y Goh toman caminos separados y Chloe Cerise/Cerezo de 10 años se convierte en una nueva asistente de investigación de su padre, el Profesor Cerise/Cerezo, junto a su Eevee, que es incapaz de evolucionar. Una teoría de su incapacidad es que duda sobre qué camino tomar. Ash encuentra la Pokémon legendaria Latias y se hace amigo de ella, se encuentra con sus antiguos compañeros Misty y Brock quienes deciden acompañarlo hasta que Latias le muestra a Ash que el Pokémon legendario Latios corre peligro por un Cazador Pokémon, y con la ayuda de sus compañeros lo derrotan y lo salvan. Tras separar de Latias y Latios, Ash se despide de Misty y Brock y regresa al Pueblo Paleta, y al final con su amigo Pikachu, siguen su viaje para ser amigo de todos los Pokémon del mundo para cumplir su objetivo de convertirse en Maestro Pokémon.

## Aspectos de la serie

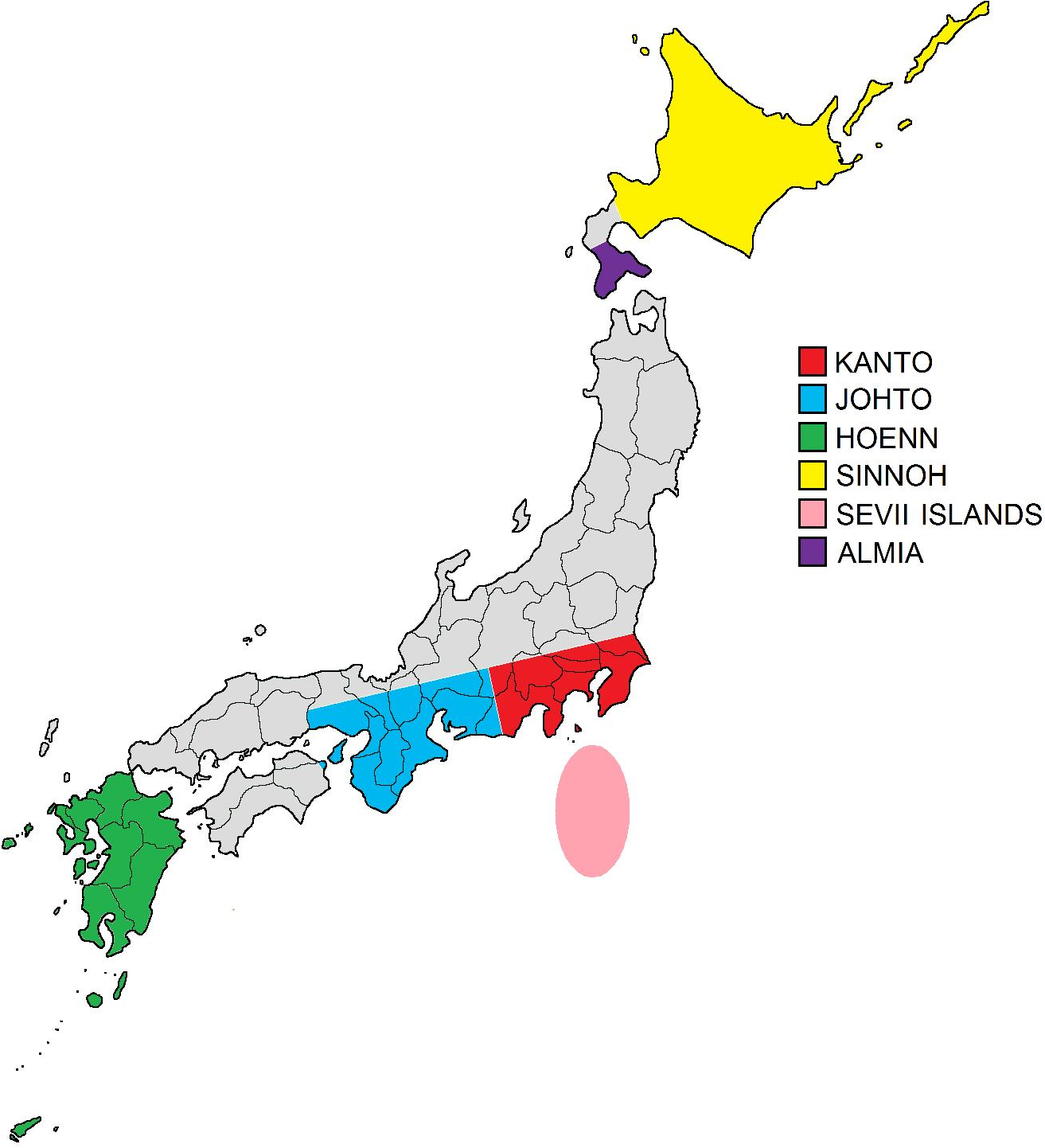
Un mapa el cual se muestra la forma de las regiones del mundo Pokémon, que se asemejan geográficamente a diferentes partes de Japón.

La serie tiene un gran número de personajes que, en su mayoría, se distinguen por ser Entrenadores Pokémon y las especies de Pokémon, ya sean propiedad de los entrenadores o en estado salvaje. Muchos aspirantes al entrenamiento de Pokémon, han iniciado su viaje con un Pokémon inicial, que en muchos casos son obtenidos por un Profesor Pokémon según la región; otros personajes han obtenido su primer Pokémon de diversas formas fuera del método común, luego de esto los entrenadores inician su recorrido por el mundo. Estos núcleos se convierten sucesivamente en las bases para la interacción entre los personajes, donde los entrenadores aprenden más cosas sobre el entrenamiento y conocen la gran variedad de especies de Pokémon que están en todo el mundo. Los personajes (obviamente humanos) están divididos en distintas tipos de entrenadores y cada uno se dedica a actividades específicas como los coordinadores Pokémon, quienes solo están interesados en las competencias de concursos Pokémon.
Básicamente, la serie recoge muchos aspectos traídos originalmente de los videojuegos y están de acuerdo con la saga actual del anime y la generación presente de videojuegos. Existen otras características de la serie de anime que reemplaza o se añaden elementos totalmente originales que no provienen de los videojuegos de Pokémon, tales como la comunicación de los Pokémon hacia los entrenadores por medio de la repetición de sílabas de su nombre utilizando diferentes tonos de voz y el número ilimitado de movimientos que un Pokémon que puede usar en batalla a diferencia de los videojuegos en donde un Pokémon solo puede usar hasta 4 ataques máximo y solo pueden aprender un nuevo ataque reemplazando por otro que la criatura ya haya aprendido.

## Personajes
Cada vez que se inicia una nueva generación de videojuegos de Pokémon, uno de los personajes principales que acompaña a Ash durante su viaje en el anime, es reemplazado por otro personaje referente a esta nueva generación de videojuegos de Pokémon. La gran mayoría de los personajes que aparecen en esta serie, son personajes que están basados en los videojuegos; sin embargo, algunos sólo aparecen en la serie.

### Personajes principales
- Ash Ketchum, conocido en Japón como  (サトシ Satoshi?): fue el protagonista principal de la serie de anime hasta la Serie Viajes Pokémon, Es un Entrenador Pokémon originario de Pueblo Paleta en la región Kanto, Campeón de las Islas Naranja, Campeón Regional de Alola y Campeón Mundial/Monarca que aspira a ser un Maestro Pokémon, y junto con sus amigos y sus Pokémon, se embarca en muchas aventuras. Posee un Súper Aro Z, una Banda Dynamax/Maximuñequera y un Megaguante junto una Piedra Llave/Piedra Activadora. Su nombre japonés, Satoshi, es por Satoshi Tajiri, el creador de los juegos Pokémon.[26] El color que le representa es el azul marino.

- Pikachu (ピカチュウ Pikachū?): un Pokémon ratón amarillo con cola en forma de rayo y que tiene la habilidad de expulsar energía eléctrica de sus mejillas. Es el Pokémon inicial que Ash recibe del Profesor Samuel Oak para comenzar su viaje como Entrenador, su Pokémon más poderoso y con el que se convirtió en el nuevo Campeón Mundial/Monarca en su batalla final contra Leon/Lionel y Charizard.[27]

- Liko (リコ Liko?): es la protagonista femenina de la Serie Horizontes Pokémon. Es una Entrenadora Pokémon de Cabo Poco en la región Paldea y posee un colgante misterioso obsequiado por su abuela Diana. Su primer Pokémon y compañero es Sprigatito, actualmente es miembro de la Tacleada de Voltionautas/los Aeronautas del Placaje Eléctrico para poder descubrir todos los misterios que envuelven al colgante y conocerse mejor así misma.

- Rod (ロイ Roy?): es el protagonista masculino de la Serie Horizontes Pokémon. Es un Entrenador Pokémon de la región Kanto y posee una Pokébola/Poké Ball misteriosa obsequiada por su abuelo. Su primer Pokémon y compañero es Fuecoco, actualmente es miembro de la Tacleada de Voltionautas/los Aeronautas del Placaje Eléctrico para poder atrapar al Rayquaza Negro que salió de la Pokébola/Poké Ball.

### Personajes secundarios
Estos personajes desempeñaron inicialmente un papel importante en la serie como compañeros de viaje del protagonista principal, pero luego fueron reemplazados por nuevos personajes.
- Misty, conocida en Japón como  (カスミ Kasumi?): La actual Líder del Gimnasio de Ciudad Celeste. Fue una de las primeras compañeras de viaje de Ash en el anime durante la Serie El Comienzo, hasta que sus hermanas mayores se van de viaje por todo el mundo y por ello se convirtió en la nueva Líder de Gimnasio al final de la Serie El Comienzo. Vuelve a ser protagonista en el último arco argumental de la Serie Viajes Pokémon: Pokémon: Aventuras de un Maestro Pokémon donde se pretende despedir a Ash como protagonista principal.[28]

- Brock, conocido en Japón como  (タケシ Takeshi?): El exlíder del Gimnasio de Ciudad Plateada, quien deja su puesto para convertirse en un Criador Pokémon, dejando a su padre a cargo del gimnasio.[29] Acompaña a Ash por la región de Kanto y luego, durante los 35 episodios del viaje de Ash en el Archipiélago Naranja, es reemplazado por Tracey Sketchit. Posteriormente, acompaña a Ash a las regiones de Johto, Hoenn, el frente de batalla de Kanto y Sinnoh. Durante el regreso de esta última región, Brock decide convertirse en Médico Pokémon, por lo que abandona los viajes junto a Ash y se dirige a Johto para comenzar su formación. Vuelve a ser protagonista en el último arco argumental de la Serie Viajes Pokémon: Pokémon: Aventuras de un Maestro Pokémon donde se pretende despedir a Ash como protagonista principal.

- Tracey Sketchit, conocido en Japón como  (ケンジ Kenji?): un Observador Pokémon que idolatra al Profesor Oak, y viaja con Ash y Misty a través de las Islas Naranja, tras quedarse Brock en una escuela Pokémon. Hábil dibujante y gran observador, realiza su sueño de llegar a ser asistente del Profesor Samuel Oak cuando Ash, Misty, y Brock viajan a Johto, instalándose con él en el laboratorio de Pueblo Paleta.[30]

- May, conocida en Japón como  (ハルカ Haruka?) y Aura en España: una Coordinadora Pokémon introducida en la Serie Rubí y Zafiro, quien comenzó su viaje como Entrenadora. Sigue a Ash en parte porque es un Entrenador más experimentado para guiarla y en parte porque le encanta viajar por todo el mundo. Al final de la Serie Rubí y Zafiro, May se separa del grupo de Ash para participar en los concursos de Coordinadores de la región Johto.[31]

- Max, conocido en Japón como  (マサト Masato?): es el hermano menor de May e hijo de Norman, el Líder del Gimnasio de Ciudad Petalburgo/Petalia. Aunque es muy joven para ser un Entrenador, se une a Ash y sus amigos para ganar más experiencia en el mundo del entrenamiento Pokémon, más de la que se pueda aprender en los libros. Aunque no puede contribuir con ningún Pokémon al equipo, compensa ello con su amplio conocimiento de los Pokémon. Al final de la Serie Rubí y Zafiro, Max se separa del grupo de Ash y regresa a Ciudad Petalburgo/Petalia mientras que su hermana mayor, May, participa en los concursos de Coordinadores de la región Johto.[32]

- Dawn, conocida en Japón como  (ヒカリ Hikari?) y Maya en España: fue la compañera de viaje de Ash en la Serie Diamante y Perla. Es una Coordinadora Pokémon de Pueblo Hojaverde en la región Sinnoh, conoce a Ash luego de salvar a su Pikachu del Equipo/Team Rocket. Dejó de viajar con Ash porque tuvo que dirigirse a Ciudad Corazonada. Luego en el episodio especial de Dawn se da a conocer que continuará su viaje por Hoenn donde «nacieron los Concursos Pokémon».

- Iris, conocida en Japón como  (アイリス Airisu?): fue su compañera en la Serie Negro y Blanco junto a Cilan. Es una Entrenadora Pokémon de tipo dragón y la Campeona Regional de Unova/Teselia, su meta es llegar a ser una Maestra Dragón. Tiene un peinado con abundante cabello y siempre está acompañada de un Axew que luego evolucionaría en Fraxure y finalmente en Haxorus.

- Cilan, conocido en Japón como  (デント Dento?) y Millo en España: fue su acompañante en la Serie Negro y Blanco junto a Iris. Es el Líder del Gimnasio Striaton/Gres junto a sus hermanos.

- Serena, conocida en Japón como  (セレナ Serena?): Acompañante de Ash en la Serie XY. Al principio cuando decidió acompañar a Ash no tenía una idea clara de qué era lo que quería ser ya que no tenía la vocación de corredora de Rhyhorn como su madre Grace pero con el transcurso de su viaje decidió que quería ser una Artista/Estrella Pokémon de la Exhibición Pokémon/Gran Espectáculo Pokémon. Tiene un aprecio especial hacia Ash, ya que él la ayudó en su infancia y se enamora de él.

- Clemont, conocido en Japón como  (シトロン Citron?) y Lem en España: El Líder de Gimnasio de Ciudad Lumiose/Luminalia, acompañante de Ash en la Serie XY, y experto en los Pokémon de tipo eléctrico. Durante los capítulos acostumbra a enseñar sus nuevos inventos.

- Bonnie, conocida en Japón como  (ユリーカ Eureka?) y Clem en España: La hermana menor de Clemont, acompañante de Ash en la Serie XY, siempre está cuidando a Dedenne, un Pokémon que Clemont capturó para ella. Le gusta buscarle una novia a su hermano mayor (algo parecido a lo que ocurría con Brock en pasadas temporadas), para vergüenza de Clemont.

- Kiawe, conocido en Japón como  (カキ Kaki?): fue uno de los compañeros de clase de Ash Ketchum en la Serie Sol y Luna. Su especialidad son los Pokémon de tipo fuego. Es el personaje más serio y racional del grupo, aunque lo acompaña en su travesía insular. Desaprueba la idea de que obtenga los cristales sin tramitar la prueba, ya que va en contra de sus principios y del ritual que eso supone el dar el cristal a un entrenador que se lo ha ido inculcando su abuelo. El color con el que se le representa este personaje es el rojo.

- Mallow, conocida en Japón como  (マオ Mao?) y Lulú en España: es una entrenadora de lo más activa y más vibrante del grupo. Su especialidad es el tipo planta. Su gran sueño es ser chef ya que actualmente solo se dedica ayudar a la cocina de una conocida restaurante. Siempre expectante por crear los más exquisitos y exóticas recetas que puedan haber en Alola. Fue un personaje principal en la trama de esta Serie Sol y Luna. El color con el que se le representa este personaje es el verde.

- Lana, conocida en Japón como  (スイレン Suiren?) y Nereida en España: fue uno de los personajes principales en la Serie Sol y Luna. Su especialidad es el tipo agua normalmente es un personaje de lo más sereno y tranquilo cuando entra en combate. Su personalidad cambia porque resurge su espíritu de combate, a menudo espanta a sus amigos contando historias de terror, es su modo de bromear dentro de las facetas que ella tiene. Ella es la mayor de una familia de pescadores. Curiosamente se le ve muy poco en el agua cuando normalmente es algo que ella mismo ha dicho decir que le interesa. El color que le representa este personaje es el azul celeste.

- Lillie, conocida en Japón como  (リーリエ Lilie?) y Lylia en España: fue uno de los personajes principales en la Serie Sol y Luna. Es una persona que detesta por completo los combates Pokémon, es una persona muy dulce y muy cariñosa con los suyos, a menudo nos podemos encontrar con que ella se asusta con los Pokémon extraños aunque después adquiera un vínculo con ellos finalmente. Y con la ayuda de Nebby/Nebulilla (Cosmog) ha logrado afrontar el miedo a los Pokémon que le impedía consolidar relaciones con los Pokémon. A diferencia de otros personajes esta tiene un peso en la historia por de donde procede y como va a ir en el curso del anime, es por ello que le darán un protagonismo que no a todos los fanes llega a agradar. No se especializa en nada pero su personalidad incolora hace que pueda estar en el grupo. El color que representa este personaje es el blanco.

- Sophocles, conocido en Japón como  (マーマネ Māmane?) y Chris en España: fue uno de los personajes principales en la Serie Sol y Luna. Su especialidad son los Pokémon de tipo eléctrico, es uno de los personajes más intelectuales del grupo. Generalmente lo podemos hallar analizando todo lo que ve oye o piensa y no se le escapa ninguna. Es un programador experimentado que él mismo crea sus propios artefactos. El color que le representa este personaje es el naranja.

- Goh, conocido en Japón como  (ゴウ Go?): fue uno de los protagonistas de la Serie Viajes Pokémon. Es un Entrenador Pokémon, uno de los compañeros de Ash, ex-asistente de investigación del Profesor Cerise/Cerezo, exmiembro y Buscador/Rastreador del Proyecto Mew. Su objetivo es atrapar a Mew, mientras que su sueño es atrapar a todos los Pokémon en todas las regiones.

- Chloe Cerise/Cerezo, conocida en Japón como  (コハル Koharu?): fue una de las personajes secundarias de la Serie Viajes Pokémon. Es una amiga de la infancia de Goh y la hija del Profesor Cerise/Cerezo y Talia Cerise/Cerezo. Está interesada en el trabajo de investigación que hacen Ash y Goh y los acompaña en algunas ocasiones, casi siempre va a la escuela. Actualmente es la nueva asistente de investigación de su padre y anhela investigar más sobre la evolución Pokémon.

- Friede, conocido en Japón como  (フリード Furīdo?): es uno de los protagonistas de la Serie Horizontes Pokémon. Es un Profesor Pokémon y el Líder de la Tacleada de Voltionautas/los Aeronautas del Placaje Eléctrico, fue contratado por la madre de Liko para llevarla a Paldea, mantenerla a salvo y ayudarla a desentrañar los misterios de su colgante. También ayuda a Rod con su sueño de seguir y atrapar al Rayquaza Negro.

- Capitán Pikachu, conocido en Japón como  (キャプテンピカチュウ Kyaputen Pikachu?): es el compañero principal de Friede. Es el Capitán del Barco y responsable de navegarlo cuando Friede está ausente. Todos lo suelen llamar como Cap, conocido en Japón como  (キャプ Kyapu?).

- Oria, conocida en Japón como  (オリオ Orio?): es una de las personajes secundarias de la Serie Horizontes Pokémon. Es una entusiasta de las máquinas y es la mecánica de la Tacleada de Voltionautas/los Aeronautas del Placaje Eléctrico, además fue la encargada de diseñar y crear el barco de la tripulación que antes pertenecía a Landon y se encarga de su mantenimiento.

- Murdock, conocido en Japón como  (マードック Mādokku?): es uno de los personajes secundarios de la Serie Horizontes Pokémon. Es el tío de Dot, también es un habilidoso y buen cocinero y chef de la Tacleada de Voltionautas/los Aeronautas del Placaje Eléctrico. Se preocupa mucho por los demás, en especial de los niños.

- Mollie, conocida en Japón como  (モリー Morī?): es una de las personajes secundarias de la Serie Horizontes Pokémon. Es especialista en curación y la enfermera de la Tacleada de Voltionautas/los Aeronautas del Placaje Eléctrico. Emprendió su propio viaje alejada de los centros Pokémon porque le gusta ayudar a los Pokémon salvajes, pues estos no pueden ir por si solos a curarse a un centro Pokémon.

- Landon, conocido en Japón como  (ランドウ Randō?): es uno de los personajes secundarios de la Serie Horizontes Pokémon. Es un pescador misterioso de la Tacleada de Voltionautas/los Aeronautas del Placaje Eléctrico. Suele quedarse a vigilar el barco en ausencia de los demás integrantes.

- Dot, conocida en Japón como  (ドット Dotto?): es una de las personajes secundarias de la Serie Horizontes Pokémon. Es la responsable de recopilar información y la parte tecnológica de la Tacleada de Voltionautas/los Aeronautas del Placaje Eléctrico, suele quedarse en su habitación del barco y también es sobrina de Murdock. Es experta en programación y una famosa distribuidora de videos en línea bajo el alias de Nidotina, conocida en Japón como  (ぐるみん Gurumin?).

### Enemigos

#### Equipo/Team Rocket
El Equipo/Team Rocket (ロケット団 Roketto Dan?): es una organización criminal internacional en los juegos y el anime, principalmente interesados en el robo de especies raras de Pokémon y la dominación mundial, además de algunos otros crímenes. En la serie, son un grupo de malandrines, que tratan de robar Pikachu y a los Pokémon del protagonista principal Ash Ketchum. Este grupo está compuesto de tres personajes que cumplen el papel de los antagonistas recurrentes en la serie.
- Jessie, conocida en Japón como  (ムサシ Musashi?): fue la integrante femenina del Equipo/Team Rocket y la antagonista recurrente de la serie de anime junto con James y Meowth hasta la Serie Viajes Pokémon. Es inteligente y sociable, pero también le disgusta ser criticada o que le digan vieja y en la temporada 18, 19 y 20 su sueño fue convertirse en Reina de Kalos igual que Serena

- James, conocido en Japón como  (コジロウ Kojiro?): que es hijo de unos padres millonarios, pero tuvo que escaparse de su casa debido a que sus padres querían que fuera el prometido de una chica insoportable (muy parecida a Jessie). Cuando James se enteró del Equipo/Team Rocket, se puso muy feliz; aparecen en cada episodio de la serie, se dedican a robar al Pikachu de Ash para el "Jefe" (Giovanni) entre otros mezquinos crímenes o variadas travesuras.[33][34]

- Meowth, conocido en Japón como Nyarth (ニャース Nyāsu?): fue el Pokémon compañero de los agentes Jessie y James del Equipo/Team Rocket.[35] Este Meowth es notable, porque tiene la habilidad de emplear el lenguaje humano, un rasgo que solo otros pocos Pokémon poseen, particularmente los Pokémon legendarios. Meowth además tiene la habilidad de caminar en dos patas en vez de cuatro. Sin embargo, a diferencia de los Pokémon legendarios, Meowth tomó para sí mismo esos rasgos para impresionar a una Meowth hembra (atraída por el deseo de ser amada por un humano). Meowth a menudo sirve como un traductor para los miembros del Equipo/Team Rocket, quienes por obvias razones, no puede entender lo que otros Pokémon dicen en el anime.[35]

#### Exploradores
Los Exploradores (エクスプローラーズ Ekusupurōrāzu?): es la principal y misteriosa organización de la Serie Horizontes Pokémon que busca conseguir el colgante de Liko, aunque se desconocen sus verdaderas motivaciones y objetivos.
- Amethio, conocido en Japón como  (アメジオ Amejio?): es un personaje secundario y antagonista principal de la Serie Horizontes Pokémon. Es uno de los comandantes de los Exploradores que tiene la misión de robar el colgante de Liko con la ayuda de Zir y Conia. Después de fallar en dicha misión, decide ir tras el Rayquaza Negro para resolver todos los secretos del colgante.

- Conia, conocida en Japón como  (コニア Konia?): es una de las personajes secundarias y antagonista de la Serie Horizontes Pokémon. Es una recluta de los Exploradores y subordinada de Amethio, cuya misión es robar el colgante de Liko.

- Zir, conocido en Japón como  (ジル Jiru?): es uno de los personajes secundarios y antagonista de la Serie Horizontes Pokémon. Es un recluta de los exploradores y subordinado de Amethio, cuya misión es robar el colgante de Liko.

- Spinel, conocido en Japón como  (スピネル Supineru?): es un personaje antagónico de la Serie Horizontes Pokémon. Es uno de los comandantes de los Exploradores a quien se le otorga la misión de conseguir el colgante de Liko luego de que el grupo de Amethio fracasara en dicha misión. Él si logró conseguir el colgante, pero fue derrotado por la Taclaeada de Voltionautas/los Aeronautas del Placaje Eléctrico y Liko recuperó su colgante, fracasando la misión al igual que Amethio.

## Reparto
| Personaje           | Nombre Original  | Actor original (Japón)                          |
| ------------------- | ---------------- | ----------------------------------------------- |
| Ash Ketchum         | Satoshi          | Rika Matsumoto (temp. 1-25)                     |
| Pikachu             | Pikachu          | Ikue Ōtani (temp. 1-25)                         |
| Jessie              | Musashi          | Megumi Hayashibara (temp. 1-25)                 |
| James               | Kojiro           | Shinichiro Miki (temp. 1-25)                    |
| Meowth              | Nyarth           | Inuko Inuyama (temp. 1-25)                      |
| Misty               | Kasumi           | Mayumi Iizuka (temp. 1-5, 7-8, 16, 20, 22 y 25) |
| Brock               | Takeshi          | Yūji Ueda (temp. 1-13, 16, 20, 22 y 25)         |
| Tracey Sketchit     | Kenji            | Tomokazu Seki (temp. 2, 5, 8, 9 y 25)           |
| May/Aura            | Haruka           | Midori Kawana (temp. 6-9 y 11)                  |
| Max                 | Masato           | Fushigi Yamada (temp. 6-9)                      |
| Dawn/Maya           | Hikari           | Megumi Toyoguchi (temp. 10-13, 15, 24 y 25)     |
| Iris                | Iris             | Aoi Yuki (temp. 14-16, 24 y 25)                 |
| Cilan/Millo         | Dent             | Mamoru Miyano (temp. 14-16, 19 y 25)            |
| Serena              | Serena           | Mayuki Makiguchi (temp. 17-19 y 25)             |
| Clemont/Lem         | Citron           | Yūki Kaji (temp. 17-19 y 25)                    |
| Bonnie/Clem         | Eureka           | Mariya Ise (temp. 17-19 y 25)                   |
| Lana/Nereida        | Suiren           | Hitomi Kikuchi (temp. 20-23 y 25)               |
| Lillie/Lylia        | Lilie            | Kei Shindō (temp. 20-23 y 25)                   |
| Kiawe               | Kaki             | Kaito Ishikawa (temp. 20-23 y 25)               |
| Mallow/Lulú         | Mao              | Reina Ueda (temp. 20-23 y 25)                   |
| Sophocles/Chris     | Māmane           | Fumiko Takekuma (temp. 20-23 y 25)              |
| RotomDex            | RotomDex         | Daisuke Namikawa (temp. 20-23 y 25)             |
| Goh                 | Go               | Daiki Yamashita (temp. 23-25)                   |
| Chloe Cerise/Cerezo | Koharu Sakuragi  | Kana Hanazawa (temp. 23-25)                     |
| Liko                | Liko             | Minori Suzuki (temp. 26-presente)               |
| Sprigatito          | Nyahoja          | Megumi Hayashibara (temp. 26-presente)          |
| Rod                 | Roy              | Yūka Terasaki (temp. 26-presente)               |
| Fuecoco             | Hogator          | Daiki Yamashita (temp. 26-presente)             |
| Friede              | Freed            | Taku Yashiro (temp. 26-presente)                |
| Capitán Pikachu     | Kyaputen Pikachu | Ikue Ōtani (temp. 26-presente)                  |
| Amethio             | Amejio           | Shun Horie (temp. 26-presente)                  |
| Dot                 | Dotto            | Yoshino Aoyama (temp. 26-presente)              |
| Oria                | Orio             | Ayane Sakura (temp. 26-presente)                |
| Mollie              | Molly            | Kei Shindō (temp. 26-presente)                  |
| Murdock             | Mādokku          | Kenta Miyake (temp. 26-presente)                |
| Landon              | Landau           | Kazuhisa Juku (temp. 26-presente)               |
| Conia               | Konia            | Arisa Shida (temp. 26-presente)                 |
| Zir                 | Jill             | Kohsuke Tanabe (temp. 26-presente)              |

## Contenido del anime
El anime sigue un argumento introducido en los videojuegos, con algunas diferencias menores como la extensión de ciertos contenidos que en el anime sólo son mencionados. El anime fue adaptado por OLM, Inc. y está dividido originalmente en 5 series. La primera con 276 episodios llamado (Pocket Monsters) se inició el 1 de abril de 1997, la segunda con 192 episodios llamado (Pokémon Advanced Generation), que se inició el 21 de noviembre de 2002, la tercera con 189 episodios llamado (Pokémon Diamond & Pearl), que comenzó a transmitirse el 28 de septiembre de 2006; y la cuarta con 147 episodios (Pokémon Best Wishes!), que estuvo en emisión desde el 23 de septiembre de 2010 y ya se está emitiendo la temporada (Pokémon XY), que salió al aire desde el 17 de octubre de 2013.[cita requerida]

### Pokémon: El Comienzo
| Ficha técnica           | Ficha técnica                                                                                             |
| ----------------------- | --- |
| Director                | Masamitsu Hidaka                                                                                          |
| Creador original        | Satoshi Tajiri                                                                                            |
| Productor ejecutivo     | Tsunekazu Ishihara                                                                                        |
| Productor asociado      | Choji Yoshikawa                                                                                           |
| Supervisor de animación | Kotabe Hirokazu                                                                                           |
| Guion                   | Atsuhiro Tomioka Hideki Sonoda Junki Takegami Shinzo Fujita Shoji Yonemura Takeshi Shudo Yukiyoshi Ohashi |
| Dirección artística     | Katsuyoshi Kanemura                                                                                       |
| Efectos especiales      | Tatsunori Nishimura Tokio Ueno                                                                            |
| Diseño de personajes    | Sayuri Ichiishi                                                                                           |
| Edición                 | Toshio Henmi Yutaka Itō                                                                                   |
| Planificación           | Keisuke Iwata Takashi Kawaguchi Mikihiko Fukazawa Hiroyuki Jinnai Kenjirō Itō Masakazu Kubo               |
| Dirección de sonido     | Masafumi Mima                                                                                             |
| Música                  | Shinji Miyazaki                                                                                           |

Pocket Monsters (ポケットモンスター Poketto Monsutā?, Monstruos de Bolsillo) es la primera serie del anime, dirigido por Masamitsu Hidaka, producido por las compañías japonesas OLM, Inc., Shogakukan Productions Co., Ltd, SoftX y TV Tokyo MediaNet, comenzó a transmitirse en Japón el 1 de abril de 1997 por TV Tokyo hasta la emisión del episodio treinta y ocho que fue emitido el 16 de diciembre de 1997; este último provocó que los televidentes sean víctimas de ataques epilépticos debido a los efectos visuales de alta velocidad que se usaron en el mismo. Luego del Shok Pokémon, nombre que recibió el incidente por la prensa japonesa, la emisión del anime estuvo suspendida por 4 meses hasta su reincorporación el 16 de abril de 1998 con la emisión del episodio treinta y nueve. El anime se emitió de manera regular hasta su final el 14 de noviembre de 2002 con un total de 276 episodios de unos veinticinco minutos cada uno. Los primeros 83 episodios fueron adaptados a partir de los 2 primeros videojuegos de la franquicia, Pokémon Red y Green, que están ambientados en la región Kanto; los siguientes 35 episodios son relatos de relleno que utilizan elementos inéditos que no aparecen en los videojuegos y están ambientados en el Archipiélago Naranja, lugar que también es único y exclusivo del anime; mientras que el resto (158 episodios) están ambientados en la región Johto y basados en Pokémon Gold y Silver, los 2 primeros videojuegos de la segunda saga principal de videojuegos de Pokémon. A su vez, esta parte del anime relata las aventuras de Ash Ketchum junto a los Líderes del Gimnasio Misty, Brock y su Pokémon inicial, Pikachu, mientras viajan por Kanto, el Archipiélago Naranja y Johto para recolectar medallas de gimnasio, hasta llegado el momento en que Ash participa en la Liga Pokémon de cada uno de estos lugares. Tras conocer sobre una nueva región llamada Hoenn, Ash emprende un nuevo viaje, mientras Brock y Misty se separan del grupo y regresan a sus respectivas ciudades natales en Kanto.
La adaptación estadounidense del anime fue estrenada el 8 de septiembre de 1998, y emitida hasta el 25 de octubre de 2003 transmitiéndose en el bloque Kids' WB! de WB Television Network. En América Latina, la serie fue estrenada primero en el canal abierto mexicano Canal 5 el 14 de junio de 1999 en el horario estelar emitiendo los primeros 52 capítulos, después fue estrenada para toda Latinoamérica en el canal Cartoon Network, entre el 6 de septiembre de 1999 hasta el 20 de enero de 2004. Posteriormente al estreno del anime para toda América Latina, la serie fue retransmitida en las cadenas de señal abierta Televen (Venezuela), Gamavisión, Ecuavisa y Teleamazonas (Ecuador), Canal 5 (México), Chilevisión, Etc...TV (Chile), Frecuencia Latina, América Televisión (Perú), Caracol TV (Colombia). El 1 de enero de 2010, Pokémon fue estrenado para toda América Latina en Tooncast, canal hermano de Cartoon Network y dedicado a la emisión de animación clásica. En España, el anime fue estrenado en octubre de 1999 en la cadena de televisión de pago Fox Kids, y posteriormente fue retransmitido en abierto por Telecinco.
En Italia, la serie se emitió en Italia 1 del 10 de enero de 2000

### Pokémon: Rubí y Zafiro
| Ficha técnica             | Ficha técnica                                                                                             |
| ------------------------- | --- |
| Director                  | Masamitsu Hidaka                                                                                          |
| Supervisión de producción | Tsunekazu Ishihara                                                                                        |
| Productor asociado        | Choji Yoshikawa                                                                                           |
| Supervisor de animación   | Kotabe Hirokazu                                                                                           |
| Guion                     | Atsuhiro Tomioka Hideki Sonoda Junki Takegami Shinzo Fujita Shoji Yonemura Takeshi Shudo Yukiyoshi Ohashi |
| Dirección artística       | Katsuyoshi Kanemura                                                                                       |
| Diseño de personajes      | Sayuri Ichiishi                                                                                           |
| Edición                   | Toshio Henmi                                                                                              |
| Planificación             | Hiroyuki Jinnai Keisuke Iwata Masakazu Kubo Takashi Kawaguchi                                             |
| Dirección de sonido       | Masafumi Mima                                                                                             |
| Música                    | Shinji Miyazaki                                                                                           |

Pocket Monsters: Generación Avanzada (ポケットモンスター　アドバンスジェネレーション Poketto Monsutā Adobansu Jenerēshon?, Pocket Monsters: Advanced Generation) es la segunda serie del anime, no obstante el título de esta serie continúa siendo «Pocket Monsters» en la versión japonesa. Los primeros 131 episodios están ambientados en la región Hoenn y basados en Pokémon Ruby y Sapphire, los 2 primeros videojuegos de la tercera saga principal de videojuegos de la franquicia Pokémon; mientras que el resto (61 episodios) están basados en la Batalla de la Frontera o Frente de Batalla del videojuego Pokémon Esmeralda y ambientados en la región Kanto.
Luego del término de la Conferencia Plateada de la Liga Johto, Ash deja a todos sus Pokémon en Pueblo Paleta, con excepción de Pikachu, y viaja hacia la región de Hoenn para participar en el Torneo Regional de la Liga Hoenn. May/Aura, una nueva Entrenadora, se une en el viaje de Ash para convertirse en Coordinadora Pokémon; junto a ella está su hermano menor, Max, que también se uno al grupo para ganar experiencia sobre los Pokémon. Después de la participación de Ash en la Liga Hoenn, este regresa a Kanto y visita todos los edificios de los cerebros frontera/ases del Frente para ganar la Batalla de la Frontera/El frente de batalla; May/Aura y Max se despiden de Ash, quien más tarde viaja a la región de Sinnoh para comenzar una nueva aventura.
Fue estrenada en Japón el 21 de noviembre de 2002 por TV Tokyo hasta su final el 14 de septiembre de 2006 con un total de 192 episodios de unos veinticinco minutos cada uno. En Estados Unidos fue emitida desde el 1 de noviembre de 2003 por Kids' WB!, pero meses atrás en el mismo año y muy a pesar de que los episodios de la primera parte aún continuaban en proceso de emisión en dicho bloque, los 2 primeros episodios del anime fueron exhibidos el 15 de marzo para conmemorar el lanzamiento de Pokémon Ruby y Sapphire en América que fue el 17 de marzo. En junio de 2006 se confirmó que Cartoon Network, adquirió los derechos de la serie a partir de la saga de Batalla de la Frontera para ser emitida en otoño; mientras que Kids' WB! siguió con la emisión el anime hasta su episodio 144 el 8 de julio de 2006. Desde el 8 de septiembre de 2006, Cartoon Network continuó con la emisión del anime a partir del episodio 145, hasta su episodio final emitido el 3 de marzo de 2007. En América Latina, la serie fue emitida en Cartoon Network, entre el 21 de enero de 2004 hasta el 2 de febrero de 2008. Posteriormente al estreno del anime para toda América Latina, la serie fue retransmitida en las cadenas de señal abierta Ecuavisa, Teleamazonas (Ecuador), Canal 5 (México), Chilevisión, Etc...TV (Chile), Panamericana Televisión, América Televisión (Perú) (Perú).

### Pokémon: Diamante y Perla
| Ficha técnica          | Ficha técnica                                                                              |
| ---------------------- | ------------------------------------------------------------------------------------------ |
| Director               | Norihiko Sudo                                                                              |
| Supervisión            | Tsunekazu Ishihara                                                                         |
| Productor asociado     | Choji Yoshikawa                                                                            |
| Productor de animación | Shukichi Kanda                                                                             |
| Guion                  | Atsuhiro Tomioka Junki Takegami Masashi Sogo Shinzo Fujita Shoji Yonemura Yukiyoshi Ohashi |
| Dirección artística    | Katsuyoshi Kanemura                                                                        |
| Diseño de personajes   | Toshiya Yamada                                                                             |
| Edición                | Toshio Henmi                                                                               |
| Planificación          | Kenjiro Itou Masakazu Kubo                                                                 |
| Dirección de sonido    | Masafumi Mima                                                                              |
| Música                 | Shinji Miyazaki                                                                            |

Pocket Monsters: Diamond & Pearl (ポケットモンスター ダイヤモンド&パール Poketto Monsutā Daiyamondo & Pāru?, Pocket Monsters Diamond & Pearl) es la tercera serie del anime, no obstante el título de esta serie continúa siendo «Pocket Monsters» en la versión japonesa. Está ambientada en la región Sinnoh y basada en el argumento de Pokémon ediciones Diamante y Perla, los 2 primeros videojuegos de la cuarta saga principal de videojuegos de la franquicia Pokémon.
En Sinnoh, Ash conoce a Dawn/Maya, quien escogió a un Piplup como su Pokémon inicial; es una nueva Entrenadora que desea convertirse en una Coordinadora Pokémon. Paul/Polo, un Entrenador despiadado que Ash conoció luego de su llegada a Sinnoh, rivaliza con este último compitiendo para llegar a la Liga Sinnoh con el fin de poder demostrar que su estilo de entrenamiento de Pokémon es superior al de cualquier otro usando solo Pokémon fuertes.
Fue estrenada el 28 de septiembre de 2006 por TV Tokyo y finalizó el 9 de septiembre de 2010. En Estados Unidos fue emitida desde el 20 de abril de 2007 por Cartoon Network. En América Latina, es estrenada en Cartoon Network, el 9 de febrero de 2008 hasta el 26 de noviembre de 2011. Posteriormente al estreno del anime para toda América Latina, la serie fue retransmitida en las cadenas de señal abierta Teleamazonas (Ecuador), Megavisión, Etc...TV (Chile). En España, es emitido en la cadena de televisión de paga Disney XD (anteriormente llamado Jetix) y en señal abierta por Clan TVE.

### Pokémon: Negro y Blanco
| Ficha técnica                   | Ficha técnica                              |
| ------------------------------- | ------------------------------------------ |
| Director                        | Norihiko Sudo                              |
| Creador                         | Satoshi Tajiri Kunichi Masuda Ken Sugimori |
| Producción superviso            | Tsunekasu Ishinara                         |
| Productor asociado              | Choji Yoshikawa                            |
| Supervisión                     | Yoichi Kotabe                              |
| Planificación                   | susumu Fukunaga Shinichiro Tsuzuki         |
| Director ejecutivo              | Kukiniko Yuyama                            |
| Series Construcción             | Atsuniko Tomioka                           |
| Diseño de personajes            | Toshiya Yamada                             |
| Director ejecutivo de animación | Toshiya Yamada Toshihita Hirooka           |
| Dirección artística             | Katsuyoshi Kanemura                        |
| Color Keys                      | Noriyuki Yoshino                           |
| Director de fotografía          | Hisao Skirai                               |
| Edición                         | Toshio Henmi                               |
| Música                          | Shinji Miyazaki                            |
| Director de grabación de sonido | Masafumi Mima                              |
| Productor de animación          | Shukichi Kanda                             |
| Dirigida                        | Morihiko Sutuo                             |

Pocket Monsters: ¡Mejores Deseos! (ポケットモンスター ベストウイッシュ Pocket Monsters Best Wishes!) es la cuarta serie del anime. El 15 de abril de 2010, TV Tokyo confirmó la conclusión de Pokémon Diamond & Pearl en otoño de 2010 y asimismo el inicio de una nueva serie basada en los videojuegos Pokémon Negro y Blanco, que salieron la venta en el mercado japonés el 18 de septiembre. Finalmente, el 23 de septiembre de 2010 se estrenó en TV Tokyo la cuarta serie de anime basada en Pokémon bajo el nombre de Pocket Monsters: ¡Mejores Deseos! (ポケットモンスター ベストウイッシュ Poketto Monsutā Besuto Uisshu?, Pocket Monsters: Best Wishes!).
Luego de despedirse a Dawn/Maya y despedirse de Brock, Ash emprende otro viaje hacia una nueva región llamada Unova/Teselia y las Islas Decolora, donde Ash conoce a sus nuevos compañeros de viaje, Iris y Cilan/Millo.

### Pokémon: XY
| Ficha técnica                   | Ficha técnica                              |
| ------------------------------- | ------------------------------------------ |
| Director                        | Norihiko Sudo                              |
| Creado                          | Satoshi Tajiri Junichi Masuda Ken Sugimori |
| Producción superviso            | Tsunekasu Ishinara                         |
| Productor asociado              | Choji Yoshikawa                            |
| Supervisión                     | Yoichi Kotabe                              |
| Planificación                   | susumu Fukunaga Shinichiro Tsuzuki         |
| Director ejecutivo              | Kukiniko Yuyama                            |
| Series Construcción             | Atsuniko Tomioka                           |
| Diseño de personajes            | Toshiya Yamada                             |
| Director ejecutivo de animación | Toshiya Yamada Toshihita Hirooka           |
| Dirección artística             | Katsuyoshi Kanemura                        |
| Color Keys                      | Noriyuki Yoshino                           |
| Director de fotografía          | Hisao Skirai                               |
| Edición                         | Toshio Henmi                               |
| Música                          | Shinji Miyazaki                            |
| Director de grabación de sonido | Masafumi Mima                              |
| Productor de animación          | Shukichi Kanda                             |
| Dirigida                        | Morihiko Sutuo                             |

Pokémon: XY (ポケットモンスター ＸＹ（エックスワイ Poketto Monsutā XY (Ekkusu Wai)?, Pocket Monsters XY (ExWye)) es la quinta serie del anime. Fue confirmada por TV Tokyo el 30 de junio de 2013 y se estrenaría en octubre de 2013. Finalmente fue estrenada el 17 de octubre de 2013 emitiendo así sus dos primeros episodios.
Al mismo tiempo de Pokémon XY se ha emitido una miniserie de 4 capítulos ambientada en el mundo del anime principal, llamada La megaevolución más fuerte (最強メガシンカ Saikyō Megashinka?), en la cual el protagonista principal es Alain, un Entrenador Pokémon Megaevolución el cual tiene un Mega-Charizard X y viaja para desafiar a toda clase de entrenadores que tengan una megaevolución.
Luego de despedirse de Iris y Cilan/Millo, Ash emprende un nuevo viaje a la región Kalos para reunir sus 8 medallas de gimnasio y poder competir en la Liga Pokémon de esa nueva región, en esta nueva aventura los acompaña su amiga de la infancia Serena, Bonnie/Clem y su hermano mayor Clemont/Lem. Algo que podemos destacar en esta serie es que podremos ver la megaevolución, que fue introducida en Pokémon X e Y, videojuegos en los que está basada esta serie del anime. En esta serie veremos también que aparece una modalidad parecida a los Concursos Pokémon, la Exhibición Pokémon (Gran espectáculo Pokémon en España), donde compiten las artistas (estrellas Pokémon en España), como Serena, para volverse la "Reina de Kalos".
El 29 de octubre de 2015 inició la segunda temporada japonesa, llamada Pokémon XY & Z (ポケットモンスター ＸＹ＆Ｚ（エックスワイ アンド ゼット） Poketto Monsutā XY & Z (Ekkusu Wai ando Zetto)?), la cual está orientada en Zygarde y en el plan del Equipo/Team Flare para utilizar el poder de este para sus propios motivos, además Alain aparece como un personaje regular (quien resulta ser un subordinado de Lysson, el líder del Team Flare). En esta nueva temporada se conocen 4 nuevas formas de Zygarde y una nueva forma de Greninja, llamada "Greninja Ash", también durante esta temporada se disputa la Liga Kalos. El Ganador de la Liga Kalos fue Alain (quedando Ash en segundo lugar). Esta temporada finaliza el 27 de octubre del 2016 con un hecho muy curioso, ya que al momento de la despedida de Serena, esta le da un beso a Ash en la boca (el cual se confirma por medio de una entrevista a Yajima, director del capítulo).

### Pokémon: Sol y Luna
Pokémon: Sun & Moon (ポケットモンスター サン＆ムーンPocket Monsters Sun & Moon) es la sexta serie del anime. Fue revelada en la revista CoroCoro Comic el 12 de septiembre de 2016. En esta serie Ash está viviendo aventuras con sus compañeros de clase: Mallow/Lulú, Kiawe, Lana/Nereida, Lillie/Lylia y Sophocles/Chris por la región Alola. El estudio a cargo de esta serie es OLM Incorporated (Oriental Light and Magic).
La nueva aventura de Ash comenzó en la Isla Melemele en la región Alola, donde empieza a asistir a una Escuela Pokémon con la intención de graduarse como nadie lo ha hecho, con la meta de aprender más para convertirse en Maestro Pokémon. La fecha de estreno en Japón fue el 17 de noviembre del 2016. En Estados Unidos y España se emitieron los dos primeros episodios el 5 de diciembre y el 26 de noviembre del 2016 respectivamente, como un adelanto de la vigésima temporada en esos países. En Latinoamérica, su estreno está programado para el 5 de junio, aunque algunos portales hicieron el preestreno a través de YouTube previamente en audio latino.
Con la ayuda de sus amigos Ash se hace cada vez más fuerte llevando a cabo con éxito el recorrido insular. durante su camino, los capitanes se reúnen a su aventura y encontramos a una adorable chica, de procedencia misteriosa y sabe poco de su paradero. A lo largo del recorrido Ash descubre que es el elegido para cuidar un Ultraente, además se le ha conferido unos movimientos Z del cual tendrá que hacer uno en un futuro. Algunos capitanes afirman ser un entrenador con un gran potencial, se ha caracterizado además de tener formas Pokémon exclusivos y finalmente llega al altar y su compañero Ultraente finalmente evoluciona en el Pokémon Legendario Solgaleo, y Ash está dispuesto a viajar entre las dimensiones para que gobierne la paz en Alola. Teniendo en cuenta que Ash cuando llegó a Alola ha tenido que asistir a una escuela para aprender más sobre estas criaturas. el Profesor Kukui es un profesor brillante con secretos que nunca él cuenta.

### Viajes Pokémon
Pokémon Journeys, (Viajes Pokémon en Hispanoamérica y España) que se emitió en Japón bajo el título de Pocket Monsters (ポケットモンスター Poketto Monsutā?) es la séptima serie del anime, y parte de la octava generación de la franquicia titulada "Espada y Escudo", aunque incluye elementos basados en Pokémon GO.
Esta es la última temporada protagonizada por Ash Ketchum y Pikachu.

### Horizontes Pokémon
Pokémon Horizons,(Horizontes Pokémon en Hispanoamérica y España) es la octava serie del anime. En Japón se titula Pocket Monsters (ポケットモンスター Poketto Monsutā?), y parte de la novena generación de la franquicia titulada "Escarlata y Púrpura".
La serie presenta a los protagonistas duales Liko y Rod, junto con los tres Pokémon iniciales de Paldea mientras se aventuran por el mundo Pokémon.
Se estrenó en Japón el 14 de abril de 2023, y sigue en emisión.

## Episodios
En Japón, Pocket Monsters se transmite actualmente como siete series secuenciales, cada una basada en una entrega de la serie principal de videojuegos. El anime se transmite durante todo el año de forma continua, con días libres regulares para eventos deportivos y especiales de televisión. En su transmisión internacional, los episodios de Pokémon se han dividido actualmente en 25 temporadas, a partir de 2022, con un número fijo de episodios, usando una secuencia de apertura específica y luciendo un subtítulo diferente para cada nuevo temporada.
La séptima entrega de la serie de anime se titula Pocket Monsters (ポケットモンスター Poketto Monsutā?) en Japón y Pokémon Journeys: The Series internacionalmente; Pokémon Journeys: The Series, su primera temporada, se desarrolló por primera vez del 17 de noviembre de 2019 al 4 de diciembre de 2020 en Japón, la próxima temporada Pokémon Master Journeys: The Series, se desarrolló por primera vez del 11 de diciembre de 2020 al 10 de diciembre de 2021 en Japón. La tercera y última temporada, Pokémon Ultimate Journeys: The Series estrenó su primer episodio en Japón el 17 de diciembre de 2021.
Tras la despedida de Ash Ketchum como protagonista principal de la serie de anime, esta serie sigue las aventuras de Liko y Rod, dos nuevos protagonistas en su viaje por la región de Paldea.
| Japón                               | Japón     | Japón                    | Japón                    | Estados Unidos | Estados Unidos | Estados Unidos           | Estados Unidos           | Lugar de desarrollo                                               |
| Serie                               | Episodios | Emisión                  | Emisión                  | Temporada | Episodios      | Emisión                  | Emisión                  | Lugar de desarrollo                                               |
| Serie                               | Episodios | Primer episodio          | Último episodio          | Temporada | Episodios      | Primer episodio          | Último episodio          | Lugar de desarrollo                                               |
| ----------------------------------- | --------- | ------------------------ | ------------------------ | --- | -------------- | ------------------------ | ------------------------ | ----------------------------------------------------------------- |
| Pocket Monsters                     | 276       | 1 de abril de 1997       | 14 de noviembre de 2002  | Pokémon: Indigo League (EE. UU.) Pokémon: ¡Atrápalos ya! (Hispanoamérica) Pokémon: ¡Hazte con todos! (España)                                                                                | 83             | 8 de septiembre de 1998  | 4 de diciembre de 1999   | Kanto                                                             |
| Pocket Monsters                     | 276       | 1 de abril de 1997       | 14 de noviembre de 2002  | Pokémon: Adventures in Orange Islands! (EE. UU.) Pokémon: Liga Naranja (Hispanoamérica) Pokémon: Las Islas Naranja (España)                                                                  | 36             | 8 de enero de 2000       | 14 de octubre de 2000    | Islas Naranja                                                     |
| Pocket Monsters                     | 276       | 1 de abril de 1997       | 14 de noviembre de 2002  | Pokémon: The Johto Journeys (EE. UU. / España) Pokémon: Los Viajes Johto (Hispanoamérica) | 41             | 14 de octubre de 2000    | 9 de mayo de 2001        | Johto                                                             |
| Pocket Monsters                     | 276       | 1 de abril de 1997       | 14 de noviembre de 2002  | Pokémon: Johto League Champions (EE. UU. / España) Pokémon: Los Campeones de la Liga Johto (Hispanoamérica)                                                                                  | 52             | 18 de agosto de 2001     | 7 de septiembre de 2002  | Johto                                                             |
| Pocket Monsters                     | 276       | 1 de abril de 1997       | 14 de noviembre de 2002  | Pokémon: Master Quest (EE. UU. / España) Pokémon: La Búsqueda del Maestro (Hispanoamérica)                                                                                                   | 65             | 14 de septiembre de 2002 | 25 de octubre de 2003    | Johto                                                             |
| Pocket Monsters Advanced Generation | 192       | 21 de noviembre de 2002  | 14 de septiembre de 2006 | Pokémon: Advanced (EE. UU. / España) Pokémon: Fuerza Máxima (Hispanoamérica) | 40             | 1 de noviembre de 2003   | 4 de septiembre de 2004  | Hoenn                                                             |
| Pocket Monsters Advanced Generation | 192       | 21 de noviembre de 2002  | 14 de septiembre de 2006 | Pokémon: Advanced Challenge (EE. UU. / España) Pokémon: Reto Máximo (Hispanoamérica) | 52             | 11 de septiembre de 2004 | 10 de septiembre de 2005 | Hoenn                                                             |
| Pocket Monsters Advanced Generation | 192       | 21 de noviembre de 2002  | 14 de septiembre de 2006 | Pokémon: Advanced Battle (EE. UU. / España) Pokémon: Batalla Avanzada (Hispanoamérica) | 54             | 17 de septiembre de 2005 | 8 de julio de 2006       | Hoenn                                                             |
| Pocket Monsters Advanced Generation | 192       | 21 de noviembre de 2002  | 14 de septiembre de 2006 | Pokémon: Battle Frontier (EE. UU. / España) Pokémon: Batalla de la Frontera (Hispanoamérica)                                                                                                 | 47             | 8 de septiembre de 2006  | 3 de marzo de 2007       | Batalla de la Frontera de Kanto                                   |
| Pocket Monsters Diamond & Pearl     | 191       | 28 de septiembre de 2006 | 9 de septiembre de 2010  | Pokémon: Diamond and Pearl (EE. UU.) Pokémon: Diamante y Perla (Hispanoamérica / España) | 52             | 20 de abril de 2007      | 1 de febrero de 2008     | Sinnoh                                                            |
| Pocket Monsters Diamond & Pearl     | 191       | 28 de septiembre de 2006 | 9 de septiembre de 2010  | Pokémon DP: Battle Dimension (EE. UU. / España) Pokémon DP: Dimensión de Batalla (Hispanoamérica)                                                                                            | 52             | 12 de abril de 2008      | 2 de mayo de 2009        | Sinnoh                                                            |
| Pocket Monsters Diamond & Pearl     | 191       | 28 de septiembre de 2006 | 9 de septiembre de 2010  | Pokémon DP: Galactic Battles (EE. UU.) Pokémon DP: Batallas Galácticas (Hispanoamérica) Pokémon DP: Combates Galácticos (España)                                                             | 53             | 9 de mayo de 2009        | 15 de mayo de 2010       | Sinnoh                                                            |
| Pocket Monsters Diamond & Pearl     | 191       | 28 de septiembre de 2006 | 9 de septiembre de 2010  | Pokémon DP: Sinnoh League Victors (EE. UU.) Pokémon DP: Los Vencedores de la Liga Sinnoh (Hispanoamérica) Pokémon DP: Los Vencedores de la Liga de Sinnoh (España)                           | 34             | 5 de junio de 2010       | 5 de febrero de 2011     | Sinnoh                                                            |
| Pocket Monsters Best Wishes!        | 144       | 23 de septiembre de 2010 | 26 de septiembre de 2013 | Pokémon: Black & White (EE. UU.) Pokémon: Negro y Blanco (Hispanoamérica / España) | 50             | 12 de febrero de 2011    | 7 de enero de 2012       | Unova/Teselia                                                     |
| Pocket Monsters Best Wishes!        | 144       | 23 de septiembre de 2010 | 26 de septiembre de 2013 | Pokémon BW: Rival Destinies (EE. UU.) Pokémon Negro y Blanco: Destinos Rivales (Hispanoamérica / España)                                                                                     | 49             | 18 de febrero de 2012    | 26 de enero de 2013      | Unova/Teselia                                                     |
| Pocket Monsters Best Wishes!        | 144       | 23 de septiembre de 2010 | 26 de septiembre de 2013 | Pokémon BW: Adventures in Unova and Beyond (EE. UU.) Pokémon Negro y Blanco: Aventuras en Unova y más allá (Hispanoamérica) Pokémon Negro y Blanco: Aventuras en Teselia y más allá (España) | 45             | 2 de febrero de 2013     | 7 de diciembre de 2013   | Unova/Teselia                                                     |
| Pocket Monsters XY                  | 142       | 17 de octubre de 2013    | 27 de octubre de 2016    | Pokémon the Series: XY (EE. UU.) La Serie Pokémon: XY (Hispanoamérica) Pokémon: Temporada XY (España)                                                                                        | 48             | 18 de enero de 2014      | 20 de diciembre de 2014  | Kalos                                                             |
| Pocket Monsters XY                  | 142       | 17 de octubre de 2013    | 27 de octubre de 2016    | Pokémon the Series: XY - Kalos Quest (EE. UU.) La Serie Pokémon: XY - La Búsqueda en Kalos (Hispanoamérica) Pokémon: Temporada XY - Expediciones en Kalos (España)                           | 45             | 7 de febrero de 2015     | 19 de diciembre de 2015  | Kalos                                                             |
| Pocket Monsters XY                  | 142       | 17 de octubre de 2013    | 27 de octubre de 2016    | Pokémon the Series: XYZ (EE. UU.) La Serie Pokémon: XYZ (Hispanoamérica) Pokémon: Temporada XYZ (España)                                                                                     | 49             | 20 de febrero de 2016    | 27 de octubre de 2016    | Kalos                                                             |
| Pocket Monsters Sun & Moon          | 146       | 17 de noviembre de 2016  | 3 de noviembre de 2019   | Pokémon the Series: Sun & Moon (EE. UU.) La Serie Pokémon: Sol y Luna (Hispanoamérica) Pokémon Serie: Sol y Luna (España)                                                                    | 43             | 12 de mayo de 2016       | 9 de diciembre de 2017   | Alola                                                             |
| Pocket Monsters Sun & Moon          | 146       | 17 de noviembre de 2016  | 3 de noviembre de 2019   | Pokémon the Series: Sun & Moon - Ultra Adventures (EE. UU.) La Serie Pokémon: Sol y Luna - Ultra Aventuras (Hispanoamérica) La Serie Pokémon: Sol y Luna - Ultraaventuras (España)           | 48             | 24 de marzo de 2018      | 23 de febrero de 2019    | Alola                                                             |
| Pocket Monsters Sun & Moon          | 146       | 17 de noviembre de 2016  | 3 de noviembre de 2019   | Pokémon the Series: Sun & Moon - Ultra Legends (EE. UU.) La Serie Pokémon: Sol y Luna - Ultra Leyendas (Hispanoamérica) La Serie Pokémon: Sol y Luna - Ultraleyendas (España)                | 54             | 23 de marzo de 2019      | 7 de marzo de 2020       | Alola                                                             |
| Pocket Monsters (2019)              | 147       | 17 de noviembre de 2019  | 24 de marzo de 2023      | Pokémon Journeys: The Series (EE. UU.) La Serie Viajes Pokémon (Hispanoamérica) La Serie Viajes Pokémon (España)                                                                             | 48             | 12 de junio de 2020      | 5 de marzo de 2021       | Kanto, Johto, Hoenn, Sinnoh, Unova/Teselia, Kalos, Alola y Galar. |
| Pocket Monsters (2019)              | 147       | 17 de noviembre de 2019  | 24 de marzo de 2023      | Pokémon Master Journeys: The Series (EE. UU.) La Serie Viajes Maestros Pokémon (Hispanoamérica) La Serie Viajes Maestros Pokémon (España)                                                    | 42             | 10 de septiembre de 2021 | 26 de mayo de 2022       | Kanto, Johto, Hoenn, Sinnoh, Unova/Teselia, Kalos, Alola y Galar. |
| Pocket Monsters (2019)              | 147       | 17 de noviembre de 2019  | 24 de marzo de 2023      | Pokémon Ultimate Journeys: The Series (EE. UU.) La Serie Viajes Definitivos Pokémon (Hispanoamérica) La Serie Viajes Definitivos Pokémon (España)                                            | 60             | 21 de octubre de 2022    | 8 de septiembre de 2023  | Kanto, Johto, Hoenn, Sinnoh, Unova/Teselia, Kalos, Alola y Galar. |
| Pocket Monsters (2023)              | presente  | 14 de abril del 2023     | presente                 | Pokémon Horizons: The Series (EE. UU.) La Serie Horizontes Pokémon (Hispanoamérica) La Serie Horizontes Pokémon (España)                                                                     |                | 14 de abril de 2023      | Aún no termina           | Kanto, Paldea, Galar                                              |

## Formatos del anime
En la adaptación japonesa, el anime está dividido en 5 series con más de 150 episodios cada una. Uno de los directores de animación de la serie, Masāki Iwane, dijo una vez que originalmente la producción del anime estaba programada para su emisión en el periodo de un año y medio (lo que equivale a la cantidad de episodios de saga de Kanto) sin embargo, esto no se pudo cumplir por haberse producido un retraso debido al incidente de Porygon. Al ser llevado a Estados Unidos para ser licenciado para su edición y distribución para América y Europa, el material del anime sufrió una serie de modificaciones únicas de la industria de la televisión norteamericana.
Uno de los detalles más notables de las modificaciones hechas al anime es el cambio de formato de emisión de episodios en el que la serie fue producida originalmente. Mientras que en Japón se utiliza el concepto de episodios por serie, este formato se elimina en la versión occidental de la serie y en su lugar se aplica el concepto de episodios por temporada; es decir, se usan un número programado de episodios por la compañía intermediaría, a los cuales se les asigna un nombre y son emitidos en un cierto período de meses. La aplicación de la división por temporadas en la versión occidental es debido al cambio de lugares de ambientación en la serie, openings y personajes.

## Series derivadas

### Crónicas Pokémon
Las Crónicas Pokémon, conocido en Japón como Historias secundarias de Pokémon (ポケモンサイドストーリー Pokémon Saido Sutōrī?, Pokémon Side Story), que forma parte de Estación de transmisión semanal de Pokémon (週間ポケモン放送局 Shūkan Pokémon Hōsōkyoku?, Weekly Pokémon Broadcasting Station) es una serie spin-off cercana al argumento del anime, que comenzó a ser transmitida cuando Pokémon Advanced Generation inició sus emisiones. Los episodios principales del spin-off, son historias protagonizadas por personajes recurrentes que aparecen en el anime; algunos de ellos, representan discontinuidad de la trama de Pokémon Advanced Generation. Sin embargo, en lugar de la continuación de emisión de nuevos episodios cada semana, como es el caso de Pokémon Advanced Generation, en Estación de transmisión semanal de Pokémon se emitieron algunos episodios del anime que ya fueron estrenados originalmente, sus películas, entrevistas con el reparto de voces y otros materiales en imagen real. En su emisión occidental, los episodios fueron reunidos en una única serie.

## Programas de variedades japonesas

### Pocket Monsters Encore
Pocket Monsters Encore (ポケットモンスター アンコール?  Repeticiones de Pocket Monsters) fue un segmento de TV Tokyo en donde se emitían repeticiones de episodios de la primera parte que fueron estrenados originalmente. Comenzó a emitirse desde el 19 de octubre de 1999 hasta el 17 de septiembre de 2002.

### Pokémon Sunday
Pokémon Sunday (ポケモン☆サンデー?  Pokémon sandē) es una serie en imagen real que debutó en TV Tokyo el 3 de octubre de 2004. Es el sucesor de Pocket Monsters Encore y Shūkan Pokémon Hōsōkyoku. Pokémon Sunday es un segmento dominical en donde ofrecen distintos espacios de variedad y reestrenos de episodios viejos, con la intervención de los animadores del programa.

### Pokémon Smash!
Pokémon Smash! (ポケモンスマッシュ！ Pokémon sumasshu!?) es el sucesor de Pokémon Sunday. Debutó en TV Tokyo el 3 de octubre de 2010. Al igual que sus predecesores, Pokémon Smash! es un espectáculo de variedades que cuenta con segmentos en imagen real y repeticiones de episodios de la serie de anime.

## Películas
Cada año se presenta en los cines de Japón una Película Pokémon (劇場版ポケットモンスター Gekijōban Poketto Monsutā?, Pocket Monsters Movie). Estas películas están protagonizadas por los personajes principales de la serie. En la trama de cada película, se producen encuentros con uno o varios Pokémon míticos o legendarios. Asimismo, las películas también sirven para promocionar el nuevo Pokémon que aparecerá en las nuevas versiones de los nuevos videojuegos de la franquicia.
| #  | Título japonés | Título estadounidense                                                                          | Estreno (JP/EE. UU.)                                                     | Pokémon míticos/singulares o legendarios                                                                         |
| -- | --- | ---------------------------------------------------------------------------------------------- | ------------------------------------------------------------------------ | --- |
| 1  | Myūtsū no Gyakushū ミュウツーの逆襲                                                                                              | Mewtwo Strikes Back                                                                            | 18 de julio de 1998 10 de noviembre de 1999                              | Mew Mewtwo |
| 2  | Maboroshi no Pokémon Rugia bakutan 幻のポケモン ルギア爆誕                                                                       | The Power of One                                                                               | 17 de julio de 1999 21 de julio de 2000                                  | Articuno Zapdos Moltres Lugia                                                                                    |
| 3  | Kesshō-tō no teiō ENTEI 結晶塔の帝王 ＥＮＴＥＩ                                                                                  | Spell of the Unown                                                                             | 8 de julio de 2000 6 de abril de 2001                                    | Entei (Ilusión creada por Molly)                                                                                 |
| 4  | Serebyi Toki o koeta sōgū セレビィ 時を超えた遭遇                                                                                | Celebi: Voice of the Forest                                                                    | 7 de julio de 2001 11 de octubre de 2002                                 | Celebi Suicune                                                                                                   |
| 5  | Mizu no miyako no mamoru kami Ratiasu to Ratiosu 水の都の護神 ラティアスとラティオス                                             | Pokémon Heroes: Latios and Latias                                                              | 13 de julio de 2002 16 de mayo de 2003                                   | Latios Latias |
| 6  | Nanayo no negaiboshi Jirāchi 七夜の願い星 ジラーチ                                                                               | Jirachi Wish Maker                                                                             | 19 de julio de 2003 1 de junio de 2004                                   | Jirachi Groudon (Clon creado por Butler)                                                                         |
| 7  | Rekkū no hōmonsha Deokishisu 裂空の訪問者 デオキシス                                                                             | Destiny Deoxys                                                                                 | 22 de julio de 2004 22 de enero de 2005                                  | Rayquaza Deoxys                                                                                                  |
| 8  | Myū to hadō no yūsha Rukario ミュウと波導の勇者 ルカリオ                                                                         | Lucario and the Mystery of Mew                                                                 | 16 de julio de 2005 19 de septiembre de 2006                             | Mew Regirock Registeel Regice                                                                                    |
| 9  | Pokémon Renjā to umi no ōji Manafi ポケモンレンジャーと蒼海の王子 マナフィ                                                       | Pokémon Ranger and the Temple of the Sea                                                       | 15 de julio de 2006 23 de marzo de 2007                                  | Kyogre Manaphy                                                                                                   |
| 10 | Diaruga tai Parukia tai Dākurai ディアルガVSパルキアVSダークライ                                                                 | The Rise of Darkrai                                                                            | 14 de julio de 2007 24 de febrero de 2008                                | Dialga Palkia Darkrai                                                                                            |
| 11 | Giratina to sora no hanataba Sheimi ギラティナと氷空の花束 シェイミ                                                              | Giratina and the Sky Warrior                                                                   | 19 de julio de 2008 13 de febrero de 2009                                | Giratina Regigigas Shaymin Dialga                                                                                |
| 12 | Aruseusu Chōkoku no jikū e アルセウス 超克の時空へ                                                                               | Arceus and the Jewel of Life                                                                   | 18 de julio de 2009 20 de noviembre de 2009                              | Dialga Palkia Giratina Heatran Arceus                                                                            |
| 13 | Gen'ei no hasha Zoroāku 幻影の覇者 ゾロアーク                                                                                    | Zoroark: Master of Illusions                                                                   | 10 de julio de 2010 5 de febrero de 2011                                 | Raikou (Shiny/Variocolor) Entei (Shiny/Variocolor) Suicune (Shiny/Variocolor) Celebi                             |
| 14 | Bikutini to kuroki eiyū Zekuromu/Bikutini to shiroki eiyū Reshiramu ビクティニと黒き英雄 ゼクロム／ビクティニと白き英雄 レシラム | Pokémon La Película (con dos versiones): White—Victini and Zekrom y Black—Victini and Reshiram | 16 de julio de 2011 W: 3 de diciembre de 2011 B: 10 de diciembre de 2011 | Victini Zekrom Reshiram                                                                                          |
| 15 | Kyuremu tai seikenshi Kerudio キュレムVS聖剣士 ケルディオ                                                                        | Pokémon the Movie: Kyurem vs. the Sword of Justice                                             | 14 de julio de 2012 8 de diciembre de 2012                               | Kyurem Cobalion Terrakion Virizion Keldeo                                                                        |
| 16 | Shinsoku no Genosekuto Myūtsū kakusei 神速のゲノセクト ミュウツー覚醒                                                            | Pokémon the Movie: Genesect and the Legend Awakened                                            | 13 de julio de 2013 19 de octubre de 2013                                | Genesect Mewtwo                                                                                                  |
| 17 | Hakai no mayu to Dianshī 破壊の繭とディアンシー                                                                                  | Pokémon the Movie: Diancie and the Cocoon of Destruction                                       | 19 de julio de 2014 8 de noviembre de 2014                               | Diancie Xerneas Yveltal                                                                                          |
| 18 | Ringu no chō majin Fūpa 光輪の超魔神 フーパ                                                                                      | Pokémon the Movie: Hoopa and the Clash of Ages                                                 | 18 de julio de 2015 19 de diciembre de 2015                              | Kyogre Groudon Rayquaza Hoopa Latios Latias Arceus Reshiram Zekrom Kyurem Regigigas Dialga Palkia Giratina Lugia |
| 19 | Borukenion to karakuri no Magiana ボルケニオンと機巧のマギアナ                                                                   | Pokémon the Movie: Volcanion and the Mechanical Marvel                                         | 16 de julio de 2016 5 de diciembre de 2016                               | Volcanion Magearna Zygarde                                                                                       |
| 20 | Poketto Monsutā Kimi ni kimeta! ポケットモンスター キミにきめた！                                                                | Pokémon the Movie: I Choose You!                                                               | 15 de julio de 2017 5 de noviembre de 2017                               | Ho-Oh Entei Suicune Raikou Marshadow                                                                             |
| 21 | Poketto Monsutā Minna no Monogatari ポケットモンスター みんなの物語                                                              | Pokémon the Movie: The Power of Us                                                             | 13 de julio de 2018 24 de noviembre de 2018                              | Lugia Zeraora |
| 22 | Myūtsū no gyakushū EVOLUTION ミュウツーの逆襲 EVOLUTION                                                                          | Pokémon: Mewtwo Strikes Back—Evolution                                                         | 12 de julio de 2019 27 de febrero de 2020                                | Mew Mewtwo |
| 23 | Poketto Monsutā Koko ポケットモンスター ココ                                                                                     | Pokémon the Movie: Secrets of the Jungle                                                       | 25 de diciembre de 2020 8 de octubre de 2021                             | Zarude Celebi (Shiny/Variocolor)                                                                                 |

## Otras animaciones
Además de la serie y las películas se crearon otras animaciones. Dos episodios de mayor duración que fueron transmitidos junto con la serie, aunque fuera de la lista normal de los episodios. El primero llamado Pokémon: Mewtwo Returns, conocido en Japón como (ミュウツー! 我ハココニ在リ Myūtsū! Ware wa Koko ni Ari?, ¡Mewtwo! Estoy aquí) fue emitido el 30 de diciembre de 2000, trata la reaparición de Mewtwo luego de los eventos ocurridos en la primera película; el segundo, llamado Raikou: Leyenda de trueno (ライコウ 雷の伝説 Raikou: Ikaduchi no Densetsu?), fue emitido el 30 de diciembre de 2001 y está basado en el videojuego Pokémon Crystal, trata sobre el Pokémon legendario Raikou y tres nuevos entrenadores de la región Johto. En conmemoración al décimo aniversario de la franquicia se creó un especial llamado The Mastermind of Mirage Pokémon, conocido en Japón como (戦慄のミラージュポケモン Senritsu no Mirāju Pokémon?, El aterrador espejismo Pokémon), emitido el 29 de abril de 2006 en Estados Unidos; trata de la creación de Pokémon artificiales por medio del sistema de batalla espejismo del Dr. Yung.
La secuela especial de The Mastermind of Mirage Pokémon de 15 aniversario llamado The Return of Ashachu, conocido en Japón como (のリターン Ashchu no return?, El retorno de Ashachu), se emite en 2012 o 2013.
Entre otras animaciones relacionadas con la serie están varias mini películas categorizadas como Pikachu Shorts, que están centradas exclusivamente en los Pokémon. Otras 8 OVAs fueron exhibidas en vuelos de All Nippon Flights, para después ser lanzadas en formato DVD. En las giras japonesas del Poképark, han sido emitidos dos cortometrajes en 3D. Fuera de la serie principal, están otros tres especiales basados en los tres primeros videojuegos respectivamente de la serie Pokémon Mystery Dungeon; y un especial de dos partes llamado Pokémon Ranger: Lugares de luz (ポケモンレンジャー　光の軌跡  Pokemon Renjā Hikari no Kiseki?), que está basado en la tercera entrega de la serie Pokémon Ranger.

## Banda sonora
La banda sonora del anime de Pokémon se compone de una serie de openings y endings que van apareciendo sucesivamente en los episodios, así como de recopilaciones de los temas que sirven de fondo a la historia creados por Shinji Miyazaki, Sato-sama y Himan-dono de San García.

## Videojuegos
Debido al gran éxito de los videojuegos, surgió la serie de anime que de igual manera, obtuvo gran aceptación por parte de los televidentes en Japón y los países de occidente. Por ello, Nintendo creó 2 videojuegos.
Pokémon Yellow fue el primer videojuego basado en la serie. Salió a la venta 2 de septiembre de 1998 en Japón, y en Norteamérica el 1 de octubre de 1999 para la consola Game Boy Color. En el año 2000, en Estados Unidos, salió a la venta Pokémon Puzzle League para la consola Nintendo 64. En este título, los personajes de la serie compiten en juegos de inteligencia.

## Recepción y críticas
El anime ha sido traducido en muchos idiomas y distribuido en muchos países. Gracias a su fama se han mantenido los niveles de audiencia televisiva principalmente joven a través de todo Japón, Asia, Europa, Norteamérica y América Latina: Creándose mucha influencia popular, videojuegos, camisetas, Juguetes hasta figuras de acción, tazos y todo tipo de piezas de merchandising. En 2006 en Estados Unidos, se emitió un episodio especial hecho especialmente para conmemorar el 10 aniversario de la franquicia Pokémon. Pokémon quedó en el trigésimo octavo puesto, aunque más tarde se ratificó que quedó en el cuadragésimo cuarto puesto de las 100 mejores series de animación de acuerdo al público japonés en una encuesta realizada por TV Asahi en 2005. En 2006, Pokémon quedó en el cuadragésimo tercer puesto en una encuesta sobre el anime favorito de Japón que realizó la misma cadena de televisión japonesa, TV Asahi. Desde su estreno en 1999 en América Latina, Pokémon es una de las series que más tiempo ha estado en el aire, no ha dejado de emitirse, y mayor cantidad de audiencia ha convocado dentro de Cartoon Network.

### Principales críticas

#### Censura enEstados Unidos
La serie fue comprada en un principio por la compañía 4Kids Entertainment, quien la distribuyó a toda América y Europa. Actualmente, The Pokémon Company International (anteriormente Pokémon USA Inc.) se encarga de distribuir el anime luego del cambio de licencias de la serie que se produjo en noviembre de 2005.
El anime ha sufrido una larga serie de modificaciones. Las referencias al onigiri, la cultura japonesa, diálogos originales y otras temáticas, a veces se editan para su emisión.

#### Traducciones y doblaje
A más de las ediciones del video, se han editado y sustituido los diálogos originales por otros, que en algunos casos son incongruentes debido a las modificaciones que sufre el video. También se han traducido erróneamente, o incluso se han llegado a cambiar numerosos conceptos y frases de la serie. Uno de los puntos más referidos son los nombres, que en varios países donde se traduce los videojuegos y el anime, estos son reemplazados por otros, llegando al punto de adoptarlos para el idioma local.

#### Episodios censurados
Durante su proceso de emisión y producción realizadas en Japón y en Estados Unidos, algunos de los episodios de la serie, han causado polémica por varios motivos. China ha prohibido la serie de forma definitiva, para proteger al país de la lucha de los estudios de animación.
El episodio Dennō Senshi Porygon (でんのうせんしポリゴン?  trad. Soldado Eléctrico Porygon Z), es el más conocido de todos los episodios censurados, debido a que en su emisión en Japón, más de 635 niños fueron hospitalizados debido a que fueron víctimas de ataques epilépticos, por usar efectos visuales en dicho episodio.

### Japón
- Sitio web oficial de Pokémon
- Sitio de TV Tokyo sobre el anime Pocket Monsters
- Sitio de TV Tokyo sobre el anime Pokémon: Generación Avanzada/Advanced Generation
- Sitio de TV Tokyo sobre el anime Pokémon: Diamante y Perla
- Sitio de TV Tokyo sobre el anime Pokémon: Negro y Blanco/Best Wishes!
- Sitio de TV Tokyo sobre el anime Pokémon: XY
- Sitio de TV Tokyo sobre Pokémon Sunday

### Estados Unidos
- Sitio web oficial de Pokémon

### Latinoamérica
- Pokémon en WikiDex

- Datos: Q239937
- Multimedia: Pokémon / Q239937